# De zee
De zee is een single van Trijntje Oosterhuis uit 1996, geschreven en gecomponeerd door John Ewbank. De single werd het debuutnummer van Oosterhuis en ze verwierf hiermee landelijke bekendheid tijdens de ceremonie van de opening van de Amsterdam ArenA. De oorspronkelijke openingshymne duurde ongeveer een kwartier. Voor de singlerelease werd het nummer ingekort tot zo'n 4 minuten. Er werd geen videoclip voor de single opgenomen, maar door veel airplay op radiostations behaalde het nummer de Top 10 in de hitlijsten. Velen zien dit als dé ontdekking van Trijntje Oosterhuis als artieste. In de jaren daarna is componist Ewbank liedjes voor Oosterhuis blijven schrijven.

## Hitnoteringen

### Nederlandse Top 40
| Hitnotering: 31-08-1996 t/m 26-10-1996 | Hitnotering: 31-08-1996 t/m 26-10-1996 | Hitnotering: 31-08-1996 t/m 26-10-1996 | Hitnotering: 31-08-1996 t/m 26-10-1996 | Hitnotering: 31-08-1996 t/m 26-10-1996 | Hitnotering: 31-08-1996 t/m 26-10-1996 | Hitnotering: 31-08-1996 t/m 26-10-1996 | Hitnotering: 31-08-1996 t/m 26-10-1996 | Hitnotering: 31-08-1996 t/m 26-10-1996 | Hitnotering: 31-08-1996 t/m 26-10-1996 | Hitnotering: 31-08-1996 t/m 26-10-1996 |
| Week:                                  | 1                                      | 2                                      | 3                                      | 4                                      | 5                                      | 6                                      | 7                                      | 8                                      | 9                                      |                                        |
| -------------------------------------- | -------------------------------------- | -------------------------------------- | -------------------------------------- | -------------------------------------- | -------------------------------------- | -------------------------------------- | -------------------------------------- | -------------------------------------- | -------------------------------------- | -------------------------------------- |
| Positie:                               | 25                                     | 15                                     | 11                                     | 7                                      | 8                                      | 16                                     | 21                                     | 23                                     | 38                                     | uit                                    |

### NederlandseSingle Top 100
| Hitnotering: 31-08-1996 t/m 02-11-1996 | Hitnotering: 31-08-1996 t/m 02-11-1996 | Hitnotering: 31-08-1996 t/m 02-11-1996 | Hitnotering: 31-08-1996 t/m 02-11-1996 | Hitnotering: 31-08-1996 t/m 02-11-1996 | Hitnotering: 31-08-1996 t/m 02-11-1996 | Hitnotering: 31-08-1996 t/m 02-11-1996 | Hitnotering: 31-08-1996 t/m 02-11-1996 | Hitnotering: 31-08-1996 t/m 02-11-1996 | Hitnotering: 31-08-1996 t/m 02-11-1996 | Hitnotering: 31-08-1996 t/m 02-11-1996 | Hitnotering: 31-08-1996 t/m 02-11-1996 |
| Week:                                  | 1                                      | 2                                      | 3                                      | 4                                      | 5                                      | 6                                      | 7                                      | 8                                      | 9                                      | 10                                     |                                        |
| -------------------------------------- | -------------------------------------- | -------------------------------------- | -------------------------------------- | -------------------------------------- | -------------------------------------- | -------------------------------------- | -------------------------------------- | -------------------------------------- | -------------------------------------- | -------------------------------------- | -------------------------------------- |
| Positie:                               | 32                                     | 12                                     | 10                                     | 8                                      | 10                                     | 16                                     | 18                                     | 24                                     | 30                                     | 37                                     | uit                                    |

### NPO Radio 2 Top 2000
| Nummer met noteringen in de NPO Radio 2 Top 2000 | '06 | '07 | '08  | '09 | '10 | '11 | '12  | '13  | '14  | '15  |
| ------------------------------------------------ | --- | --- | ---- | --- | --- | --- | ---- | ---- | ---- | ---- |
| De zee                                           | 499 | 716 | 1144 | 820 | 748 | 960 | 1102 | 1500 | 1578 | 1742 |

1. ↑  Een vetgedrukt getal geeft de hoogste notering aan.
2. ↑  2006 was het eerste jaar met een notering voor dit nummer.
3. ↑  Deze tabel is bijgewerkt tot en met de laatst bekende editie (2024).